# Amalthea (měsíc)

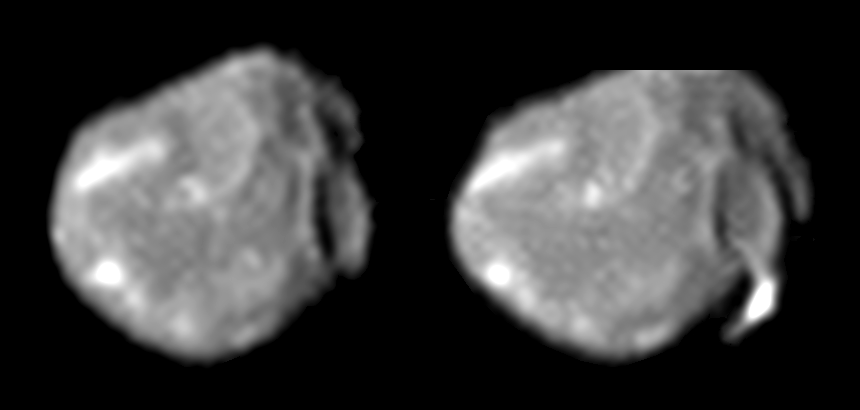
snímky měsíce Amalthea pořízené sondou Galileo

Amalthea je jeden z menších Jupiterových měsíců. Byl pojmenován po víle Amaltheie (mytologická postava), která kojila kojence Jupitera kozím mlékem. Je to v pořadí pátý objevený Jupiterův měsíc, takže je znám i pod označením Jupiter V. 

## Objev
Objeven byl v roce 1892 americkým astronomem Edwardem Emersonem Barnardem, když prováděl pozorování z Lickovy observatoře s 91 cm refraktorovým teleskopem. Amalthea byl poslední měsíc ve sluneční soustavě, který byl objeven přímým pozorováním. Byl to také první Jupiterův měsíc, který byl objeven od Galileova objevení čtyř Galileových měsíců v roce 1610.

## Rozměry
Je neobyčejně nepravidelná, má rozměry okolo 270 × 165 × 150 km v průměru.

## Geologie
Je hustě pokryta krátery, z nichž některé jsou relativně mimořádně rozsáhlé v souvislosti s velikostí měsíce. Pan, největší kráter, měří napříč 100 km a je nejmíň 8 km hluboký. Další kráter, Gaea, měří 80 km a je pravděpodobně 2× hlubší než Pan.
Na měsíci Amalthea známe 2 hory, Mons Lyctas a Mons Ida s lokálním reliéfovým stoupáním víc než 20 km.
Povrch je tmavý a načervenalý, podle všeho způsobené prášením síry vznikající ze sopek na měsíci Io. Jasné zelené skvrny se objevují na hlavních svazích měsíce Amalthea. Charakter této barvy je dosud neznámý.

## Orbit
Otáčí se synchronně se svojí dlouhou osou směřovanou směrem k Jupiteru.
Protože je Amalthea v těsné blízkosti Jupitera, je jeho povrch vystavený silnému radiačnímu poli Jupiteru. To způsobuje nepřetržité přijímání vysokých dávek energických iontů, protonů a elektronů, které produkuje Jupiterova magnetosféra. Navíc je bombardován mikrometeority a těžkými ionty síry, kyslíku a sodíku, které byly „odebrány“ z povrchu měsíce Io.